# André Maler
André Maler (* 22. September 1920 in Ortaffa, Département Pyrénées-Orientales; † November 2010) war ein französischer Seeoffizier der Marine, der zuletzt als Vizeadmiral (Vice-admiral) zwischen 1975 und 1977 kommandierender Admiral der Marinezone Indischer Ozean ALINDIEN (Commandant la Zone Maritime Océan Indien) war.

## Leben

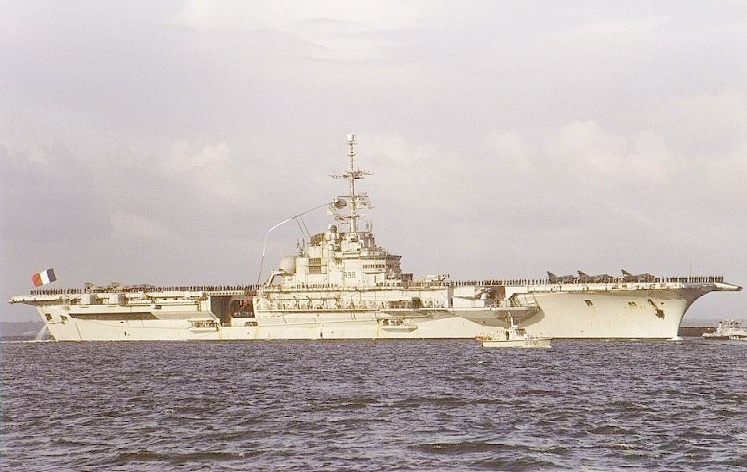
Kapitän zur See André Maler war zwischen 1969 und 1970 Kommandant des Leichten Flugzeugträgers Clemenceau.

André Maler begann nach dem Schulbesuch 1938 seine Offiziersausbildung als Angehöriger des nach Francis Garnier benannten Jahrgangs PROMOTIONS „Francis Garnier“ an der Marineschule (École Navale) und wurde nach deren Abschluss am 5. Januar 1940 zum Leutnant zur See (Enseigne de vaisseau de deuxième classe) sowie am 15. Juni 1941 zum Oberleutnant zur See (Enseigne de vaisseau de première classe) befördert. Nach verschiedenen Verwendungen als Seeoffizier erfolgte am 1. April 1947 seine Beförderung zum Kapitänleutnant (Lieutenant de Vaisseau). Er gehörte zwischen 1952 und 1954 zur Besetzung des Leichten Kreuzers Jeanne d’Arc und wurde am 1. August 1955 zum Korvettenkapitän (Capitaine de Corvette) befördert. Als Fregattenkapitän (Capitaine de Frégate) war er zwischen dem 1. Oktober 1963 und 1964 Kommandant des Zerstörers Maillé-Brézé. Nach seiner Beförderung zum Kapitän zur See (Capitaine de Vaisseau) fungierte er unter anderem als Nachfolger von Kapitän zur See Jacques Wacrenier vom 30. September 1969 bis zu seiner Ablösung durch Kapitän zur See Yvan Scordino am 11. September 1970 als Kommandant des Leichten Flugzeugträgers Clemenceau.
Nach weiteren Verwendungen wurde Maler als Konteradmiral (Contre-amiral) am 15. November 1975 Nachfolger von Konteradmiral Jean-Jacques Schweitzer kommandierender Admiral der Marinezone Indischer Ozean ALINDIEN (Commandant la Zone Maritime Océan Indien) und bekleidete diese Verwendung bis zum 11. Juli 1977, woraufhin Konteradmiral Henri Darrieus seine Nachfolge antrat. In dieser Verwendung wurde er zuletzt zum Vizeadmiral (Vice-amiral) befördert. Für seine Verdienste wurde er Ritter der Ehrenlegion.